# Katumbea
Katumbea is een monotypisch geslacht van spinnen uit de  familie van de Prodidomidae.

## Soort
- Katumbea oxoniensis Cooke, 1964